# Peggy Liptonová
Peggy Liptonová (30. srpna 1946 New York – 11. května 2019 Los Angeles) byla americká herečka, modelka a zpěvačka. Než získala svou nejvýraznější roli květinového dítěte Julie Barnesové v kriminálním seriálu The Mod Squad (1968–1973), za kterou v roce 1970 získala Zlatý glóbus pro nejlepší herečku v dramatickém televizním seriálu, účinkovala v mnoha populárních televizních pořadech 60. let.
Po skončení seriálu The Mod Squad se Liptonová provdala za hudebníka Quincyho Jonese a dala si patnáctiletou hereckou pauzu, během níž vychovávala své dvě děti. K herectví se vrátila v roce 1988 a ztvárnila řadu televizních rolí, mimo jiné Normu Jenningsovou v seriálu Davida Lynche Městečko Twin Peaks.

## Osobní život
Liptonová byla krátce spojována s Paulem McCartneym. V osmnácti letech začala užívat drogy ve snaze zmírnit své deprese. Poté, co se Liptonová v roce 1974 provdala za hudebníka a producenta Quincyho Jonese, přerušila hereckou kariéru a věnovala se rodině (s výjimkou účinkování v televizním filmu The Return of the Mod Squad v roce 1979). Manželé měli dvě dcery, Kidadu a Rashidu, které se obě staly herečkami. Liptonová se s Jonesem rozešla v roce 1986, v roce 1989 se rozvedli.
Liptonová zemřela 11. května 2019 v Los Angeles na rakovinu tlustého střeva, která jí byla diagnostikována v roce 2004.